# Rozdělení molárních hmotností
Rozdělení molárních hmotností popisuje závislost látkového množství vytvořeného polymeru na jeho molární hmotnosti. U lineárních polymerů nemívají produkty stejné míry polymerizace a molární hmotnosti, které mívají určité rozdělení okolo střední hodnoty. Rozdělení molárních hmotností polymeru lze změnit jeho frakcionací.

## Definice střední molární hmotnosti
Použitím různých statistických metod lze ze stejného vzorku získat různé střední hodnoty. Prakticky se používají čtyři definice — průměr vážený podle molárních či hmotnostních zlomků a dvě další funkce:
- číselná střední molární hmotnost (Mn).
- hmotnostní střední molární hmotnost (Mw), kde w je hmotnost.
- centrifugová molární hmotnost (Mz).
- viskozitní střední molární hmotnost (Mv).

{\displaystyle {\begin{aligned}M_{\mathrm {n} }&={\frac {\sum M_{i}N_{i}}{\sum N_{i}}}&&M_{\mathrm {w} }={\frac {\sum M_{i}^{2}N_{i}}{\sum M_{i}N_{i}}}\\M_{\mathrm {z} }&={\frac {\sum M_{i}^{3}N_{i}}{\sum M_{i}^{2}N_{i}}}&&M_{\mathrm {v} }=\left[{\frac {\sum M_{i}^{1+a}N_{i}}{\sum M_{i}N_{i}}}\right]^{\frac {1}{a}}\end{aligned}}}
Parametr a je exponentem Markovy–Houwinkovy rovnice, která vyjadřuje vztah mezi vnitřní viskozitou a molární hmotností.

## Měření
Různými postupy fyzikální makromolekulární chemie se často dá změřit jen jedna z výše uvedených hodnot; například osmometrie zjišťuje číselnou střední molární hmotnost a laserovým rozptylem se měří hmotnostní střední molární hmotnost. Mv lze určit měřením viskozity a Mz usazováním na analytické ultracentrifuze. Parametr a v rovnici pro viskozitní střední molární hmotnost se pohybuje mezi 0,5 a 0,8 a závisí mna interakcích mezi rozpouštědlem a polymerem ve zředěném roztoku. V obvyklých případech vypadá vztah mezi jednotlivými průměry takto:
{\displaystyle M_{n}<M_{v}<M_{w}<M_{z}.}
Disperzita vzorku je definována jako Mw vydělené Mn a vyjadřuje, jak úzké je dané rozdělení.
Nejčastějším způsobem měření molární hmotnosti je druh vysokoúčinné kapalinové chromatografie (HPLC) známý jako gelová chromatografie (GPC). Roztok polymeru prochází matricí z překřížených částic polymeru za tlaku v řádu desítek MPa. Omezený přístup molekul polymeru k pórům stacionární fáze způsobuje, že těžší molekuly procházejí přístrojem rychleji. Použití nízkodisperzitních standardů umožňuje sladit čas průchodu s molární hmotností, i když jde ve skutečnosti o závislost na hydrodynamickém objemu. Pokud se vztah mezi molární hmotností a hydrodynamickým objemem změní (protože polymer nemá stejný tvar jako standard), tak je kalibrace chybná.
Nejčastějším druhem detektoru je diferenciální detektor založený na indexu lomu , který měří změny indexu lomu rozpouštědla. Tento detektor je citlivý na koncentraci a necitlivý na velmi vysoké molární hmotnosti, takže vhodný pro jednodetektorovou GPC. Méně častý, ale přesnější, je detektor citlivý na molární hmotnosti využívající víceúhlový laserový rozptyl. Takový detektor přímo měří molární hmotnost polymeru a obvykle se používá ve spojení s diferenciálními detektory založenými na indexu lomu. Další možnost představuje nízkoúhlový rozptyl světla, nebo laserový rozptyl v pravém úhlu, spojený s viskozimetrem.
Rozdělení molárních hmotností polymeru závisí na chemické kinetice a provedení reakce. Ideální postupná polymerizace vytváří polymer o disperzitě 2. Při ideální živé polymerizaci je disperzita produktu 1. Při rozpouštění polymeru lze odfiltrovat nerozpustné produkty s vysokými molárními hmotnostmi, a tím výrazně snížit Mw a o něco méně Mn, a tedy snížit disperzitu.

### Číselná střední molární hmotnost
Molekuly polymeru, i u polymeru stejného druhu, se liší velikostí (u lineárních polymerů jde o délku řetězce), takže se zjištěné průměrné molekulové hmotnosti liší podle druhu průměru. Číselná střední molekulová hmotnost je aritmetickým průměrem hmotností jednotlivých makromolekul. Určuje se měřením hmotností n molekul, jejich sečtením, a vydělením součtu hodnotou n.
{\displaystyle {\bar {M}}_{n}={\frac {\sum _{i}N_{i}M_{i}}{\sum _{i}N_{i}}}}
Číselnou střední molární hmotnost polymeru lze zjistit pomocí gelové chromatografie, měřením viskozity (a použitím Markovy–Houwinkovy rovnice), či koligativními metodami jako je osmometrie tlaku páry, určováním koncových skupin, nebo protonovou nukleární magnetickou rezonancí.
Polymery s vysokými hodnotami číselné střední molární hmotnosti lze v postupných polymerizacích získat pouze frakčními přeměnami monomerů.

### Hmotnostní střední molární hmotnost
Hmotnostní střední molární hmotnost je molekulami s vyššími hmotnostmi ovlivňována více než menšími molekulami. Spočítat ji lze jako:
{\displaystyle {\bar {M}}_{w}={\frac {\sum _{i}N_{i}M_{i}^{2}}{\sum _{i}N_{i}M_{i}}}}
kde Ni je počet molekul o hmotnosti Mi.
Hmotnostní střední molární hmotnost lze zjistit statickým rozptylem světla, nízkoúhlovým rozptylem neutronů, rentgenovým rozptylem, nebo podle rychlosti usazování při ultracentrifugaci.
Poměr hmotnostní a číselné střední molární hmotnosti se nazývá disperzita nebo index polydisperzity.
Hmotnostní střední molární hmotnost, Mw, také souvisí se zlomkovou přeměnou monomeru, p, která se u postupných polymerizací (v nejjednodušším případě tvorby lineárního polymeru z dvou monomerů o stejných látkových množstvích) podle Carothersovy rovnice:
{\displaystyle {\bar {X}}_{w}={\frac {1+p}{1-p}}\quad {\bar {M}}_{w}={\frac {M_{o}\left(1+p\right)}{1-p}},}
kde Mo je molární hmotnost monomerní jednotky.

### Z-střední molární hmotnost
Z-střední molární hmotnost se definuje jako třetí moment střední molární hmotnosti:
{\displaystyle {\bar {M}}_{z}={\frac {\sum M_{i}^{3}N_{i}}{\sum M_{i}^{2}N_{i}}}\quad }
Hodnotu této veličiny je možné zjistit ultracentrifugací. Tvárnost polymeru záleží na Mz.